# Lentvora
Lentvora este o comună slovacă, aflată în districtul Lučenec din regiunea Banská Bystrica. Localitatea se află la altitudinea de 548 m deasupra n.m., se întinde pe o suprafață de 13,83 km2 și în 2017 număra 96 de locuitori.

## Istoric
Localitatea Lentvora este atestată documentar din 1446.

## Demografie
| An:                | 1994 | 2004   | 2014   | 2024    |
| ------------------ | ---- | ------ | ------ | ------- |
| Număr de persoane: | 94   | 97     | 95     | 79      |
| Diferență:         |      | +3,19% | −2,06% | −16,84% |

| An:                | 2023 | 2024   |
| ------------------ | ---- | ------ |
| Număr de persoane: | 77   | 79     |
| Diferență:         |      | +2,59% |